# Estrun
Estrun település Franciaországban, Nord megyében. Lakosainak száma 721 fő (2022. január 1.). Estrun Bouchain, Thun-l’Évêque, Hordain, Iwuy és Paillencourt községekkel határos.

## Népesség
A település népességének változása:
| Lakosok száma | 702  | 711  | 716  | 709  | 711  | 712  | 718  | 719  | 721  |
|               | 2013 | 2015 | 2016 | 2017 | 2018 | 2019 | 2020 | 2021 | 2022 |